# Heinrich Hörnemann
Heinrich Hörnemann (* 16. Juli 1906 in Gescher; † 29. September 1977 in Coesfeld) war ein deutscher Landwirt und Politiker (CDU).

## Leben und Beruf
Hörnemann wurde als Sohn eines Landwirts geboren. Nach dem Besuch der Volksschule und der Fortbildungsschule absolvierte er von 1923 bis 1927 eine landwirtschaftliche Lehre. Anschließend arbeitete er auf dem elterlichen Hof, dessen Leitung er 1933 übernahm. Daneben war er von 1923 bis 1933 Präfekt des Katholischen Jungmännerverbandes für den Bezirk Gescher und dort Vorsitzender des Windthorstbundes. Aufgrund seiner Mitarbeit in den katholischen Organisationen geriet er in Konflikt mit den Nationalsozialisten. Von 1943 bis 1945 nahm er als Soldat am Zweiten Weltkrieg teil. 1944 wurde er schwer verwundet.

## Partei
Hörnemann war 1945 Mitbegründer der CDU in Gescher und im Kreis Coesfeld. Er war von 1951 bis 1953 stellvertretender Kreisvorsitzender und von 1953 bis 1971 Vorsitzender der CDU im Kreis Coesfeld. Anschließend wurde er zum Ehrenvorsitzenden gewählt.

## Abgeordneter
Hörnemann war von 1946 bis 1969 Mitglied der Amtsvertretung von Gescher und von 1946 bis 1948 sowie von 1952 bis 1969 Ratsmitglied der Gemeinde Tungerloh-Pröbsting. Er war von 1946 bis 1974 Kreistagsmitglied des Kreises Coesfeld und dort von 1956 bis 1961 Vorsitzender der CDU-Fraktion. Von 1975 bis zu seinem Tode war er Kreistagsmitglied des Kreises Borken.
Als Nachfolger von Hubert Schulze-Pellengahr gehörte er dem Deutschen Bundestag von 1961 bis 1969 an. Im Parlament vertrat er in der vierten Wahlperiode den Wahlkreis Lüdinghausen – Coesfeld und in der fünften Wahlperiode den Wahlkreis Steinfurt – Coesfeld. Sein Nachfolger als direkt gewählter Abgeordneter im Deutschen Bundestag zu Bonn wurde Gottfried Köster (MdB von 1969 bis 1980).

## Öffentliche Ämter
Hörnemann war von 1949 bis 1961 Amtsbürgermeister in Gescher, von 1961 bis 1974 Landrat des Kreises Coesfeld und von 1969 bis zu seinem Tode Bürgermeister in Gescher.